# Homopholis mulleri
Espèce
Statut de conservation UICN

 LC  : Préoccupation mineure
Homopholis mulleri est une espèce de geckos de la famille des Gekkonidae.

## Répartition
Cette espèce est endémique du Limpopo en Afrique du Sud.

## Description
C'est un gecko arboricole et nocturne.

## Étymologie
Cette espèce est nommée en l'honneur de Douglas Muller.

## Publication originale
- Visser, 1987 : A new Homopholis (Sauria, Gekkonidae) from the northern Transvaal with a discussion of some generic characters. South African Journal of Zoology, vol. 22, no 2, p. 110-114 (texte intégral).